# Нагачевська Зіновія Іванівна
Зіно́вія Іва́нівна Нагаче́вська —  українська науковиця, доктор педагогічних наук, професор кафедри педагогіки імені Богдана Ступарика Прикарпатського університету ім. Стефаника.

## З творчої біографії
1995 року захищає кандидатську дисертацію: «Становлення та розвитку громадського дошкільного виховання в Галичині (кінець XIX ст. — 1939 р.)».
2009 року захистила докторську дисертацію: «Педагогічна думка і просвітництво у жіночому русі Західної України (ІІ половина ХІХ ст. — 1939 р.)».
Вийшло друком близько 100 її праць. Деякі з них:
- «Софія Русова. З маловідомого і невідомого. — Ч. 1: Несторка української педагогічної літератури…», співупорядник О.Джус, автор вступ. статті З. Нагачевська, Івано-Франківськ, «Гостинець», 2006. — 456 с.

- «Софія Русова. З маловідомого і невідомого. — Ч. 2: Сеньйорка українського жіноцтва…», співупорядник Оксана Джус; автор вступної статті й додатків З. Нагачевська, Івано-Франківськ, «Гостинець», 2007. — 364 с.

- «Педагогічна думка і просвітництво у жіночому русі Західної України (друга половина ХІХ ст. — 1939 р.)», Івано-Франківськ: «Підприємець Третяк І. Я.», 2007. — 764 с.
- «Неоніла Селезінка й еволюція виховно-освітньої програми українського жіночого руху в Галичині», Товариство «Рідна школа»: Історія і сучасність, науковий альманах, 2007
- «Антологія педагогічної думки Східної Галичини та українського зарубіжжя ХХ століття: навчальний посібник» (серед авторів — Т. К. Завгородня, З. І. Нагачевська, Н. М. Салига) — Івано-Франківськ, видавництво «Плай» ЦІТ Прикарпатського національного університету імені Василя Стефаника, 2008. — 480 с. (Гриф МОН України).

## Нагороди
1988 року нагороджена медаллю Макаренка.